# نادي الكوت
نادي الكوت الرياضي هو نادٍ عراقي لكرة القدم مقره في محافظة واسط، تأسس عام 1956، يلعب في الدوري العراقي الدرجة الثانية.